# Tabanus furvicaudus
Tabanus furvicaudus är en tvåvingeart som beskrevs av Xu 1981. Tabanus furvicaudus ingår i släktet Tabanus och familjen bromsar. Inga underarter finns listade i Catalogue of Life.